# Теруюкі Оказакі
Теруюкі Окадзакі (яп. 岡崎 照幸; 22 червня 1931 — 21 квітня 2020) — японський майстер шотокан карате, засновник і головний інструктор Міжнародної федерації шотокан карате (ISKF). :contentReference[oaicite:0]{index=0}

## Біографія

### Ранні роки та навчання
Окадзакі народився 22 червня 1931 року в префектурі Фукуока, Японія. :contentReference[oaicite:1]{index=1} В юності займався айкідо, дзюдо та кендо, а карате почав практикувати у 1947 році. :contentReference[oaicite:2]{index=2} У 1948 році вступив до Університету Такушоку в Токіо, де вивчав політичну економіку та тренувався під керівництвом Гічіна Фунакосі і Масатосі Накаями.

### Кар'єра в Японській асоціації карате
Після закінчення університету 1953 року був призначений головним тренером команди Такушоку. :contentReference[oaicite:4]{index=4} Того ж року увійшов до експериментальної програми підготовки інструкторів Японської асоціації карате (JKA) і невдовзі очолив її.

## Міжнародна діяльність

### Переїзд до США та заснування ISKF
У 1961 році Окадзакі прибув до США за запрошенням Масатосі Накаями з метою популяризації шотокан карате. :contentReference[oaicite:6]{index=6} Спочатку планував залишитися шість місяців, але оселився у Філадельфії, штат Пенсильванія, де відкрив додзьо та викладав у Університеті Темпл.  У 1977 році заснував Міжнародну федерацію шотокан карате (ISKF), яка налічує понад 40 країн-учасниць.

### Незалежність від JKA
У квітні 2007 року, як головний інструктор ISKF, ініціював розрив зв'язків із Японською асоціацією карате через невідповідність її діяльності принципам Фунакосі. :contentReference[oaicite:9]{index=9} Рішення підтримали 25 національних федерацій, які залишилися з ISKF.

### Підвищення до 10-го дана
У жовтні 2007 року на Національному чемпіонаті Канади в Торонто Окадзакі присвоєно 10-й дан — найвищий ранг ISKF.

## Стиль і вчення
Окадзакі розвинув власну філософію «Perfection of Character», де поєднав фізичну майстерність із етичним вихованням.

## Учні
Серед найвідоміших учнів — його племінник Гіроьйоші Окадзакі (9 дан), Френк Вун-а-тай та Леслі Б. Сафар.

## Публікації
- The Textbook of Modern Karate (1984) — співавтор підручника сучасного шотокан карате.[18]
- Perfection of Character: Guiding Principles For The Martial Arts & Everyday Life (2006) — авторська праця з філософії карате.[19] :

## Смерть
Окадзакі помер 21 квітня 2020 року в Філадельфії від ускладнень, спричинених COVID-19, у віці 88 років.
- International Shotokan Karate Federation
- Шотокан карате